# Enchytraeus buchholzi
Enchytraeus buchholzi, på svenska ibland kallad grindalsmask eller dvärgenkyträ, är en art av ringmask som beskrevs av František Vejdovský 1879. Den ingår i släktet Enchytraeus, och familjen småringmaskar. Arten är reproducerande i Sverige. Inga underarter finns listade i Catalogue of Life. Vuxna maskar blir 6–10 mm långa.

## Akvaristik
Enchytraeus buchholzi kan enkelt odlas som ett näringsrikt foder för mindre akvariefiskar. Inom akvariehobbyn omnämns den ofta som "grindalsmask", efter Nancy Grindal som lanserade den som fiskfoder i en artikel om odlingsförfarandet i Tidskriften Akvariet, nummer 3, 1955. Artikeln publicerades på nytt i samma tidskrift år 1981. Enligt Grindal överlever maskarna upp till och med fyra dygn helt i vatten.